# 芬德尼格科費爾山

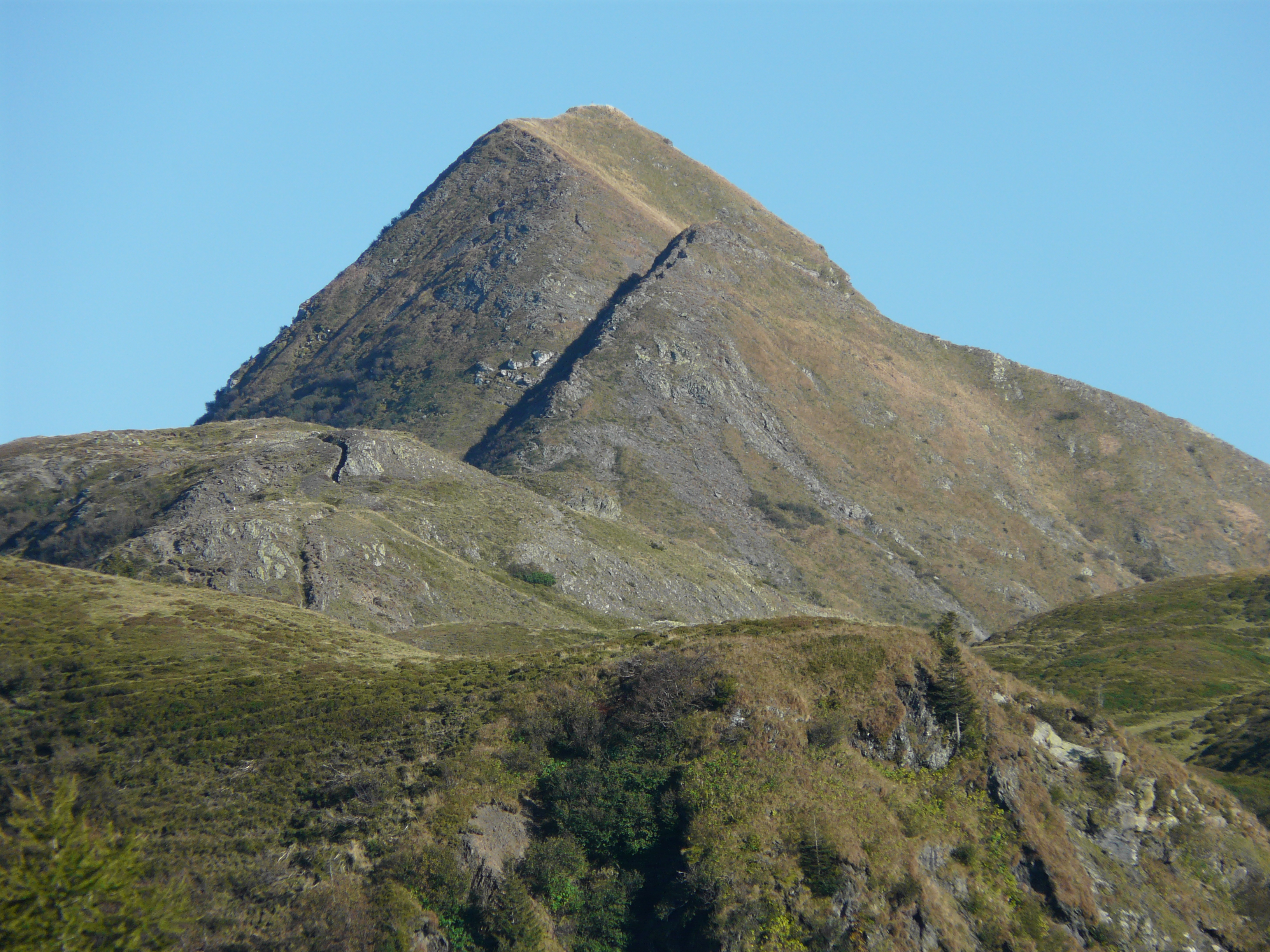

46°35′46.2″N 13°6′3.5″E / 46.596167°N 13.100972°E
芬德尼格科費爾山（德語：Findenigkofel），是中歐的山峰，位於奧地利和意大利接壤的邊境，屬於卡爾尼克阿爾卑斯山脈的一部分，海拔高度2,016米，每年平均降雨量2,643毫米。